# La Chute de Lapinville
Production
Diffusion
La Chute de Lapinville est un podcast de fiction, créé en 2024 par Benjamin Abitan, Wladimir Anselme et Laura Fredducci, et diffusé quotidiennement par Arte Radio. 

## Synopsis
Lapin, 38 ans, ayant perdu son allocation perçue au titre de « pervers narcissique », est contraint de retourner vivre chez ses parents, à Lapinville, une ville moyenne qui ne fait pas rêver. Dans le cadre d'une « podcast-thérapie », il décide de se venger de ses anciens camarades de l'école primaire Louis-Ferdinand Céline. 
Il est ensuite rejoint par Chloé Bloomington, star de cinéma et fille du magnat du pâté Georges Legroin, elle aussi contrainte de revenir dans sa ville natale pour jouer dans une fiction quotidienne. 
Sans compter sur Spiruline Fifrelin, cétologue de formation mais stagiaire exploitée à la mairie, qui découvrira des scandales éclaboussant les plus éminents personnages de Lapinville. 
Une succession d'événements qui doivent amener in fine à la destruction de la Terre.

## Distribution

### Personnages principaux
- Aurélien Gabrielli : Lapin
- Charlotte Corman[5] : Spiruline Fifrelin
- Flore Babled[5],[6] : Chloé Bloomington
- Noémie Landreau[4],[5] : Camille Bourdin
- Valérie Mairesse[5],[6] : Dominique Poêlon
- Caroline Piette : Georgia Blette
- Gabriel Dahmani : Max Laflèche

### Personnages secondaires
- Bernard Gabay : Georges Legroin
- Saadia Bentaïeb : Christiane
- Philippe Vieux : Christian
- Juliette Plumecocq-Mech : Robot Français Moyen
- Denis Lavant : Dr Mollins
- Daniel Kenigsberg : Lucien
- Jean-Édouard Bodziak : Rico
- Damien Zanoly : Le Parrain
- Ephraïm Matte : P'tit Ramzy
- Claudette Walker : Yvette
- Olivier Broche : Brigadier Untel
- Étienne Parc : Étienne
- Ali Marhyar : Sami

## Diffusion et accueil
La Chute de Lapinville est diffusée quotidiennement sur Arte Radio, ainsi que sur Spotify, Deezer, Apple Podcasts et YouTube. La chaîne revendique 2 millions d'écoutes après trois mois de diffusion. Au bout d'un an, elle capte 36 % des écoutes totales d'Arte Radio. Pour Le Figaro, le succès est au rendez-vous et, début 2025, les scénaristes annoncent à Télérama que la série ira « au moins jusqu'à l'épisode 380, soit encore un an d'aventures assurées ». 

## Fiche technique
- Titre original : La Chute de Lapinville
- Scénario et dialogues : Benjamin Abitan, Wladimir Anselme, Laura Fredducci
- Conseillère littéraire : Noémie Landeau[4]
- Direction artistique : Benjamin Abitan
- Réalisation : Benjamin Abitan, Wladimir Anselme, Arnaud Forest, Cédric Aussir, Laure Egoroff, Jean-Yves Pouyat, Sabine Zovighian
- Assistante réalisation : Clémence Bucher, Laura Fredducci, Alexandra Garcia-Vilà, Sahar Pirouz, Anissa Zidna
- Distribution : Clémence Bucher
- Moyens techniques : Obsidienne[6], Rémi Durel, Julie Tribout, Alice Lebaube
- Illustration : Roxane Lumeret
- Musique originale : Samuel Hirsch
- Production : Arte Radio, Arte Studio[4], Virginie Lacoste, Sahar Pirouz et Jacques Falgous
- Budget initial : 800 000 euros[1] pour les 200 premiers épisodes[12]
- Pays de production :  France
- Langue originale : français
- Genre : soap opera[12]

## Distinctions

### Récompenses
- Best European Drama – BBC Audio Drama Awards (en) 2025[15]
- Grand Prix SGDL de la fiction audio/radio francophone 2024[16],[17].
- Prix Europa de la meilleure fiction européenne audio (Best European Audio Fiction Series of the Year) 2024[18],[17],[13]
- Grand Prix Nova 2024 de la meilleure fiction radio, catégorie Shorts forms[19],[17]